# ليونارد يوجين ديكسون
ليونارد يوجين ديكسون (بالإنجليزية: Leonard Eugene Dickson)‏ هو رياضياتي أمريكي، ولد في 22 يناير 1874 في آيوا في الولايات المتحدة، وتوفي في 17 يناير 1954 في هارلينغن في الولايات المتحدة.

## وصلات خارجية
- ليونارد يوجين ديكسون على موقع الموسوعة البريطانية (الإنجليزية)